# Лассер-де-Пруй
Лассе́р-де-Пру́й (фр. Lasserre-de-Prouille) — коммуна во Франции, находится в регионе Лангедок — Руссильон. Департамент коммуны — Од. Входит в состав кантона Алень. Округ коммуны — Лиму.
Код INSEE коммуны — 11193.

## Население
Население коммуны на 2008 год составляло 237 человек.
| 1962 | 1968 | 1975 | 1982 | 1990 | 1992 | 1999 | 2008 |
| ---- | ---- | ---- | ---- | ---- | ---- | ---- | ---- |
| 164  | 189  | 199  | 177  | 174  | 174  | 202  | 237  |

## Экономика
В 2007 году среди 135 человек в трудоспособном возрасте (15—64 лет) 80 были активными, 55 — неактивными (показатель активности — 59,3 %, в 1999 году было 66,4 %). Из 80 активных работали 69 человек (38 мужчин и 31 женщина), безработных было 11 (5 мужчин и 6 женщин). Среди 55 неактивных 19 человек были учениками или студентами, 17 — пенсионерами, 19 были неактивными по другим причинам.